# Музична кімната
«Музична кімната» (бенг. জলসাঘর, Jalsaghar) — музична драма 1958 року індійського режисера Сатьяджита Рая.

## Сюжет
У фільмі розповідається історія збіднілого індійського феодала. Він сидить на терасі у своєму палаці. В сусідньому домі грає музика, його сусід влаштовує свято з приводу ініціації сина. Феодал занурюється в спогади. Він колись теж запрошував музик, співаків і танцюристів. Але його жінка та син померли, а він сам збіднів.
Бажаючи повихвалятися перед своїм сусідом, феодал влаштовує величезний концерт, на який витрачає останні кошти…

## У ролях
- Чхабі Бісвас — Хузур Бісвамбхар Рой
- Падмадеві — Махамайя (жінка Роя)
- Пінакі Сенгупта — Хока (син Роя)
- Гангапада Басу — Махім Гангулі
- Тульсі Лахірі — дворецький Роя
- Калі Саркар — слуга Роя
- Вахід Хан — Устад Уджир Хан
- Рошан Кумарі — Крішна Бай (танцюрист)
- Сардар Ахтар — співак
- Бисмілла Хан — музика